# Vojna operacija
Vojna operacija je usklađeno vojno djelovanje kao odgovor na razvoj određene situacije. To djelovanje je vojni plan kako razriješiti nastalu situaciju u korist države. Operacije mogu biti ratne ili neratne i dodjeljuje im se kodni naziv iz sigurnosnih razloga. Vojne operacije su često poznatije po tom kodnom nazivu nego po svojim stvarnim operativnim ciljevima.
Vojne operacije se najčešće dijele po stupnju i razmjeru uporabe snaga i njihovom utjecaju na širi sukob, a mogu se voditi na strateškoj, operativnoj i taktičkoj razini.

### Operacije strateške razine
Operacije strateške razine se vode radi ostvarenja strateških državnih ciljeva. One u sebi uključuju pohode i operacije većih razmjera i često su popraćene djelovanjem diplomatskih, ekonomskih i obavještajnih elemenata nacionalne moći.

### Operacije operativne razine
Operativna razina vojnih operacija povezuje vojnu strategiju i taktiku tako što djelovanja na taktičkoj razini usmjerava prema ostvarenju ciljeva zadanih na strateškoj razini. To je razina na kojoj se planiraju i izvode pohodi i operacije većih razmjera radi postizanja strateških ciljeva na bojištu ili u području operacija.

### Operacije taktičke razine
Na taktičkoj razini planiraju i izvode taktičke operacije radi postizanja vojnih ciljeva dodijeljenim taktičkim vojnim postrojbama. Uspješno postizanje vojnih ciljeva taktičke razine doprinosi postizanju ciljeva operativne, a u određenim uvjetima i strateške razine. Stoga je potrebno voditi računa o tome da učinci koji se ostvaruju u taktičkim operacijama uvijek moraju podupirati ostvarenje ciljeva glavnih operacija ili pohoda.

## Operativna razina ratovanja
Operativna razina ratovanja povezuje taktičku uporabu snaga sa strateškim ciljevima, pri čemu do izražaja dolazi operativno umijeće, tj. vještina uporabe vojnih snaga radi postizanja strategijskih ciljeva planiranjem, organizacijom, objedinjavanjem snaga i vođenjem pohoda i operacija većih razmjera.  Na toj razini se određuju operativni ciljevi, pokreću aktivnosti i uporabljuju resursi kako bi se omogućio uspjeh pokrenutih operacija.

## Vanjske poveznice
- Vojna operacija (na engleskom)
- Izvan spektra vojnih operacija  Arhivirana inačica izvorne stranice od 19. listopada 2004. (Wayback Machine), članak
- Operacije, priručnik kopnene vojske SAD-a  Arhivirana inačica izvorne stranice od 7. listopada 2009. (Wayback Machine)